# Yanis Begraoui
Yanis Begraoui (* 4. Juli 2001 in Étampes) ist ein marokkanisch-französischer Fußballspieler.

## Karriere

### Verein
Aus der Jugend von CS Bretigny kommend, wechselte er zur Saison 2017/18 in die U-Mannschaften von AJ Auxerre und stieg hiervon zur nächsten Spielzeit fest in deren erste Mannschaft vor. Sein Ligue 2-Debüt hatte er aber schon bereits am 13. April 2018 bei einer 1:2-Niederlage gegen Clemont Foot, wo er in der 78. Minute für Birama Touré eingewechselt wurde. Nach ein paar weiteren Einsätzen jeweils in den nächsten Spielzeiten stieg er in der Spielrunde 2020/21 langsam zum Stammspieler auf. Nach dieser verließ er seinen Klub aber ablösefrei in Richtung FC Toulouse. Auch hier bekam er wieder in vielen Partien Einsatzzeit und stieg am Ende mit seiner Mannschaft als Meister in die Ligue 1 auf. In der nächsten Saison gewann er mit seiner Mannschaft auch den Coupe de France 2022/23, wobei er hier während des Turniers nur in zwei frühen Runden zum Einsatz kam, da er ab Januar 2023 auch noch bis zum Ende der laufenden Spielzeit an den FC Pau verliehen war. Nach seiner Rückkehr folgte ab Januar 2024 eine weitere Leihe zu Pau, wo er wieder bis zum Ende der Spielzeit bleiben soll.
2024 wechselte er nach Portugal zur GD Estoril Praia.

### Nationalmannschaft
Startend mit der U17 durchlief er auch noch die U18 des französischen Verbandes, wobei er bei ersterer ein paar Spiele in der Qualifikation für eine Europameisterschaft mitmachte. Mit der U19 nahm er dann an der auch an der Endrunde um die Europameisterschaft 2019 teil.
Danach bekam er aber keine weiteren Berufungen von Frankreich, wurde dafür hingegen dann im März 2023 erstmals von Marokko für deren U23 berufen. Nach einigen Freundschaftsspielen trat er mit dieser dann beim Afrika-Cup 2023 an, wo er mit seinen drei Toren, wovon eines im Finale war, seiner Mannschaft half den Titel zu gewinnen. Damit erreichte er mit seinem Team auch die Qualifikation für das Olympiaturnier 2024.